# Manjuu
Manjuu (饅頭) er populære traditionelle japanske søde sager. De tilberedes ligesom de sydtyske dampfnudler
Tilberedningsformen skal være kommet til Japan til Kina i det 14. århundrede, hvorefter det blev videreudviklet og udbredt i talrige variationer. Især valg af mel og fyld varierede, og da manjuu er billig at fremstille, fandt det vej til spisekortet hos hele befolkningen. Der findes stadig mange forskellige slags manjuu, der for meste laves af en ydre del af mel, ris og boghvedepulver og med fyld af rød bønnepasta, en pasta af adzukibønner og sukker eller honning.